# Puerto de Cillero
Puerto de Cillero (gal.: Porto de Celeiro) ist ein Seehafen der Parroquia Celeiro im Norden der galicischen Stadt Viveiro. Er ist in der spanischen Carta náutica unter der Nummer 40 82 verzeichnet.

## Hintergrund
Im März 1994 schlossen sich die Reeder des Puerto de Cillero zu einer Sociedad anónima zusammen, um als Unternehmen die betriebswirtschaftlichen Belange des Fischereihafens gemeinsam zu regeln. Dieser Zusammenschluss hatte seinen Ursprung in der Vereinigung „Santiago Apóstol“, einer Gemeinschaft der Fischer aus dem Jahr 1923. Ziel war es die Fischereiwirtschaft zu professionalisieren. Auslöser war das Gesetz 8/93 des Fischereiverbandes aus dem Jahr 1993.
Puerto de Cillero zählt zu den bekannten Fischereihäfen am kantabrischen Meer. Die dortige Flotte besteht aus rund 90 Fischereibooten mit rund 1.200 Arbeitsplätzen in der Fischverarbeitungs- oder Hilfsindustrie. Der Ort hat 1.853 Einwohner (Stand 1. Januar 2013). Siehe auch: Parroquias Viveiro. 